# Saint-Aubin-Sauges
Saint-Aubin-Sauges è stato un comune svizzero nel distretto di Boudry (Canton Neuchâtel).

## Geografia fisica
Il territorio di Saint-Aubin-Sauges si estendeva sulle colline che si trovano sulla sponda nordoccidentale del lago di Neuchâtel.

## Storia
Il comune di Saint-Aubin-Sauges fu istituito nel 1888 con la fusione dei comuni soppressi di Saint-Aubin e Sauges e soppresso il 31 dicembre 2017, quando contava 2 399 abitanti: in seguito all'esito favorevole del referendum del 27 novembre 2016, il 1º gennaio 2018 è stato aggregato agli altri comuni soppressi di Bevaix, Fresens, Gorgier, Montalchez e Vaumarcus per formare il nuovo comune di La Grande Béroche.

## Società

### Evoluzione demografica
L'evoluzione demografica è riportata nella seguente tabella:
Abitanti censiti

## Infrastrutture e trasporti
Saint-Aubin-Sauges era servito dall'uscita di Saint-Aubin dell'autostrada A5, dalla strada principale 5 e dalla stazione di Gorgier-St-Aubin sulla ferrovia Losanna-Olten.